# Tahtacıörencik, Güdül
Tahtacıörencik là một xã thuộc huyện Güdül, tỉnh Ankara, Thổ Nhĩ Kỳ. Dân số thời điểm năm 2011 là 207 người.